# Кохання з першого погляду (фільм, 1975)
«Коха́ння з пе́ршого по́гляду» (груз. ერთი ნახვით შეყვარება) — радянський комедійний художній фільм, знятий у 1975 році кіностудіями «Грузія-фільм» і «Ленфільм». В авторській версії фільм відновлений і випущений на екран у 1988 році.

## Сюжет
Головний герой фільму, 16-річний азербайджанець Мурад Расулов, простий хлопець, пристрасний шанувальник футболу, закохався вперше в житті, та ще в російську дівчину, яка до того ж старша за нього на два роки і вчиться в інституті. Різниця у віці і конфлікт культур стають перешкодою на шляху юнака, якому ніхто не допомагає в безнадійній, запеклій боротьбі за любов.
Особливу атмосферу міста Баку, де живуть люди самих різних національностей, режисер відтворює, використовуючи добрий грузинський гумор, який у фіналі обертається трагічним відчаєм. Фільм, що починається як ексцентрична комедія, поступово зсувається до екзистенціалістичної драми.

## У ролях
- Вахтанг Панчулідзе — Мурад
- Наталія Юриздицька — Аня
- Рамаз Чхіквадзе — Акрам, батько Мурада
- Саломе Канчелі — Асіад, мати Мурада
- Кахі Кавсадзе — Селім, глухонімий дядько Мурада
- Бухуті Закаріадзе — дядько Мурада
- Володимир Новиков — Семен Годунов, брат Ані, військовослужбовець
- Резо Есадзе — Барахалов, вуличний актор
- Володимир Носик — Валера, сусід
- Володимир Татосов — Ашот, сусід
- Шаріф Кабулов — Абдула, сусід
- Олег Хроменков — сусід-демагог
- Тамара Схіртладзе — Тамара, сусідка
- Леван Антадзе — сусід «Дон Жуан»
- Марія Капніст — чарівниця
- Георгій Кавтарадзе — перехожий з тростиною
- Зураб Капіанідзе — воєнком
- Насіба Зейналова — сваха
- Бадрі Бегалішвілі — Рустам, батько нареченої
- Анатолій Абрамов — двірник
- Джемал Гаганідзе — перукар
- Роберт Городецький — Володя, пасажир поїзда
- Валерій Караваєв — родич в сцені сватання
- Анна Лисянська — Надя
- Лілія Євстигнєєва
- Юрій Дубровін — садівник

## Знімальна група
- Режисер — Резо Есадзе
- Сценарист — Едуард Тополь
- Оператор — Юрій Воронцов
- Композитор — Яків Бобохідзе
- Художник — Георгій Кропачов